# Lesser Matters
Lesser Matter är det första albumet av The Radio Dept. och utgavs av Labrador 2003. Albumet blev väl mottaget av musikkritiker och har fått 84 av 100 poäng på Metacritic. Skivan rankades av Sonic Magazine i juni 2013 som det 51:a bästa svenska albumet någonsin.

## Låtlista
All sångtext är skriven av Johan Duncanson, om inte annat anges. 
| Nr  | Titel                                     | Längd |
| --- | ----------------------------------------- | ----- |
| 1.  | Too Soon (Johan Duncanson/Martin Larsson) | 1:17  |
| 2.  | Where Damage Isn't Already Done           | 2:43  |
| 3.  | Keen on Boys (Duncanson/Larsson)          | 4:53  |
| 4.  | Why Won't You Talk About It?              | 3:08  |
| 5.  | Its Been Eight Years                      | 2:33  |
| 6.  | Bus                                       | 2:58  |
| 7.  | Slottet #2                                | 3:07  |
| 8.  | 1995                                      | 3:11  |
| 9.  | Against the Tide                          | 4:23  |
| 10. | Strange Things Will Happen                | 4:24  |
| 11. | Your Father                               | 4:01  |
| 12. | Ewan                                      | 2:23  |
| 13. | Lost and Found (Duncanson/Larsson)        | 4:09  |